# Bokslund
Bokslund (dansk) eller Boxlund (tysk) er en landsby beliggende sydvest for sognebyen Fjolde mellem Arlåen og Egstok Å (Eckstockau) i Sydslesvig. Administrativt hører landsbyen under Fjolde kommune i Nordfrislands kreds i den nordtyske delstat Slesvig-Holsten. I kirkelig henseende hører Bokslund til Fjolde Sogn. Sognet lå i Nørre Gøs Herred (Bredsted Amt, Sønderjylland), da området tilhørte Danmark.
Bokslund er første gang nævnt 1478. Forleddet er gen. sing. af dyrenavnet buk, glda. buk, oldn. bukkr (sjældent bokkr). Skrivemåde med -o- (fra og med 1621) må anses for oversættelser til neder- eller højtysk. I udtaleformerne reflekterer o og ù begge et gammelt kort u. Efterleddet er lund for en lille skov eller trægruppe.
Omegnen er landsbrugspræget. Arlåen danner syd for Bokslund sognegrænsen til Svesing Sogn i Sønder Gøs Herred, den syd for Arlåen beliggende naboby Højfolde hører allerede under Svesing Sogn.
Tæt ved Bokslund ligger Agebro (Ackebroe). Bebyggelsen ligger på begge sider af Arlåen ved landevejen fra Flensborg til Husum, oprindelig bestående af en kro på den til de kongelige besiddelser hørende nordside af åen og en vandmølle på den til de hertuglige besiddelser hørende sydside af åen. Kromanden og mølleren var henholdsvis kongelig og hertuglig tolder.